# وريد كظري
الأوردة الكظرية هي وريدان، أيمن وأيسر:
- الوريد الأيمن يصب في الوريد الأجوف السفلي.[2]
- بينما الوريد الأيسر يصب في الوريد الكلوي الأيسر أو الوريد الحجابي السفلي الأيسر.

تستقبل هذه الأوردة الدم من الغدة الكظرية وأحيانًا تقوم هذه الأوردة بالتفاغر مع الأوردة الحجابية السفلية.

## صور إضافية

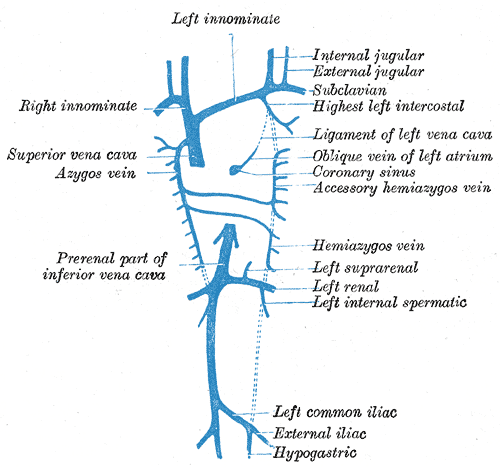
شكل توضيحي يظهر تطور الأوردة الجدارية.
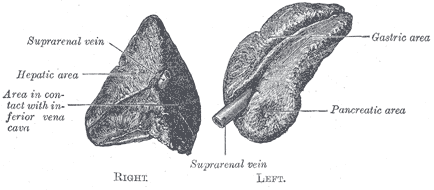
الغدد الكظرية: عرض أمامي.
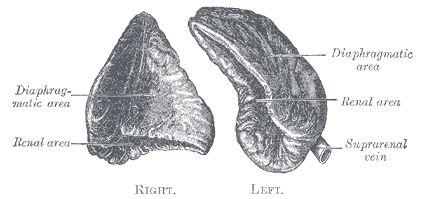
الغدد الكظرية: عرض خلفي.

## وصلات خارجية
- صور تشريحية:40:04-0104 في مركز داونستيت الطبي التابع لجامعة نيويورك - "الجدار البطني الخلفي: التغذية الدموية للغدد الكظرية"
- "Left suprarenal vein" في معجم دورلاند الطبي